# Elaeagnus parvifolia
Elaeagnus parvifolia är en havtornsväxtart som beskrevs av Nathaniel Wallich. Elaeagnus parvifolia ingår i släktet silverbuskar, och familjen havtornsväxter. Inga underarter finns listade i Catalogue of Life.